# Institut d'études politiques de Lille
L’Institut d’études politiques de Lille, couramment appelé Sciences Po Lille, est une grande école française dans les domaines des sciences sociales et politiques, des relations internationales, de l’économie et du droit public ainsi qu’un établissement-composante de l’université de Lille. L’admission des élèves se fait sur concours et l’école vise à former des cadres dans tous les secteurs.
Sciences Po Lille se démarque des autres instituts d’études politiques par son intégration européenne, se situant au « carrefour de l’Europe », entre le Royaume-Uni, Bruxelles, le Luxembourg et l’Allemagne, ainsi que pour son statut de premier IEP pourvoyeur à l’École supérieure de journalisme de Lille, située à deux pas de l’école, et de premier IEP en termes de réussite au concours de l’agrégation de sciences économiques et sociales. Sciences Po Lille a également conclu de nombreux partenariats avec des universités de rang mondial, telles que l’Université Johns Hopkins, l’University of Virginia et l’Institut de technologie et d’études supérieures de Monterrey en Amérique du Nord ainsi que l'Université Fudan (Shanghai), l'Université Tsinghua (Beijing), l'Université Waseda (Tokyo) et l’Université de Séoul en Asie.
Le 1er janvier 2022, Sciences Po Lille a rejoint, en tant qu’établissement composante, l’établissement public expérimental de la nouvelle « Université de Lille », avec les facultés de l’ancienne université de Lille, l’École supérieure de journalisme de Lille (ESJ Lille), l’École nationale supérieure d’architecture et de paysage de Lille (ENSAPL), et l’École nationale supérieure des arts et industries textiles (ENSAIT),.

## Histoire

### Création et implantation

#### Projet et fondation
La création de l'Institut d'études politiques de Lille est envisagée par le ministre de la fonction publique Anicet Le Pors dès 1981. René Rémond et Alain Lancelot se montrent très favorables au projet et la Fondation nationale des sciences politiques l'appuie. L’institut est créé par la Première ministre Édith Cresson par décret en date du 13 juin 1991. Son statut d’établissement public à caractère administratif est fixé par le décret du 18 décembre 1989.
Le juriste Yves Luchaire est choisi comme administrateur provisoire de l’Institut. Il coordonne la première implantation de l'école, qui se fait, en 1991, au 50 rue Gauthier-de-Châtillon. L’établissement est ainsi situé dans le centre-ville de Lille, et partage les locaux de l’École supérieure de journalisme. De là provient le fort lien entre Sciences Po Lille et l’école de journalisme, qui perdure aujourd’hui à travers un double-cursus.
Le bâtiment est alors l’ancienne faculté de pharmacie, construite au XIXe siècle et libérée par une délocalisation de celle-ci à Villeneuve-d’Ascq dans les années 1980. L’immeuble, organisé sur trois niveaux autour d’une cour carrée, est adapté à l’effectif d’environ 150 étudiants de l’ESJ, mais pas aux 400 de plus apportés par l’IEP, ce qui oblige alors à une occupation maximale des locaux : la bibliothèque n’occupe que 20 m2, les cours s’étalent de 8 h à 21 h, et les conditions de travail ne se révèlent pas optimales, les étudiants devant parfois suivre les cours assis dans les escaliers.

#### Croissance et déménagements
Afin d’accueillir un nombre croissant d’étudiants, l’IEP déménage en 1996 dans les  locaux réhabilités d’une ancienne usine textile de l’entreprise Le Blan  au 84  
rue de Trévise, dans le quartier populaire de Moulins. L’ensemble de la faculté des sciences juridiques, politiques et sociales de l’université de Lille, dont les locaux étaient éclatés en banlieue, est d’ailleurs regroupée à la même époque dans d’anciennes usines de la même entreprise réaménagées de ce quartier.
L’IEP quitte ce site en 2017 pour s’installer dans le quartier Saint-Michel,.

### Réformes et expansion

#### Réformes des années 2000
Le processus de Bologne induit des changements dans la scolarité à Sciences Po Lille. Initialement de trois ans dans les années 1990, la durée des études est allongée à quatre ans, puis à cinq ans à la rentrée 2004, dans le cadre de la réforme « LMD ». Au bout de ces cinq années, le grade de master est conféré de droit par l’État aux diplômés.
La filière générale commence par un premier cycle de formation générale, en trois ans (six semestres). À l’issue de la première année, les étudiants doivent choisir l’une des cinq mentions proposées : « Administration publique », « Politique, économie et société », « Économie et finance », « Études européennes » et « Relations internationales ». Depuis 2002, les étudiants effectuent leur troisième année obligatoire à l’étranger, soit en stage, soit dans l’une des universités partenaires en fonction de leur rang de classement, établi sur la base de leurs résultats en première année.
Suit un deuxième cycle de spécialisation, en deux ans (quatre semestres). L’objectif de ce deuxième cycle est de fournir aux étudiants une formation professionnalisante. Il comprend dix-sept spécialités permettant de se préparer à des fonctions de cadre supérieur des secteurs public et privé, ainsi qu’à des fonctions d’expertise et de recherche. Une année supplémentaire de préparation à l’ENA est alors ouverte.

#### Expansion et affirmation
L’économiste Benoît Lengaigne est élu directeur en 2015. Il préside au développement international de l’école, le nombre de partenariats universitaires à l’étranger croissant sous sa direction. Aussi, les effectifs de l’institut, qui ne cessent de croître, exigent un déménagement dans de plus grands bâtiments. Un nouveau déménagement dans le quartier Saint-Michel du centre-ville de Lille, sur le site de l’ancienne faculté des lettres, 9 rue Auguste Angellier, à proximité de la première implantation de l’Institut, a lieu en janvier 2017. Les bâtiments sont de style néoclassique, datant du XIXe siècle, et étant fraîchement rénovés. Ils se situent dans le quartier du Musée des Beaux-Arts de Lille. L’ancienne bibliothèque universitaire située place Georges-Lyon, en face du nouveau bâtiment, est également rénovée pour accueillir la bibliothèque de Sciences Po. Le campus urbain de l’école mesure désormais 10 820 m², dont 2638 pour la seule bibliothèque.
En 2019, Pierre Mathiot, qui avait été directeur de l’IEP de 2007 à 2014, puis conseiller spécial du directeur depuis lors, se présente pour redevenir directeur. Il est élu face à Sandrine Rousseau. Dans les mois qui suivent, Sciences Po Lille et l’EDHEC signent un partenariat mettant en place un double-diplôme entre les deux institutions, permettant aux étudiants des deux écoles d’étudier une année les affaires publiques à Sciences Po Lille, puis le management et le commerce à l’EDHEC,. L’école inaugure l’année suivante un diplôme d’établissement, « Moyen-Orient et monde arabe », destiné aux étudiants de licence souhaitant une formation complémentaire centrées sur le Moyen-Orient et son histoire politique, qui leur permet également d’apprendre l’arabe, le turc ou le persan. Une double-licence et un double master avec l’université de Rome La Sapienza sont lancés à la rentrée 2020.
Le 22 avril 2021, l’école s’associe à un regroupement de facultés et de grandes écoles des Hauts de France pour former un établissement public expérimental (Université de Lille). L’école conserve sa personnalité morale en tant que membre associée (composante) et son autonomie,. Elle s’associe ainsi avec l’École supérieure de journalisme de Lille (ESJ Lille), l’École nationale supérieure d’architecture et de paysage de Lille (ENSAPL), et l’École nationale supérieure des arts et industries textiles (ENSAIT),.

## École

### Effectifs
En 2019-2020, Sciences Po Lille compte 2 000 étudiants dont 332 étudiants internationaux et 230 étudiants français en mobilité internationale venus des cinq continents. 75 % des étudiants français ne viennent pas de la région.
Deux études menées à Sciences Po Lille montrent que 3 % des étudiants de l’école ont un parent ouvrier, et 6 % un parent employé,.
L’école organise à partir de 2007 un programme d’aide à la préparation aux concours pour des jeunes d’une cinquantaine de lycées défavorisés de la région,. En 2008/2009, ce programme d’études intégrées (PEI) a suivi 400 lycéens de terminale dont 30 % sont ensuite entrés dans un IEP.

### Admission
Sciences Po Lille comprend plusieurs procédures d’admission :
- Pour les entrées en première année :
  - Une procédure générale, ouverte aux bacheliers de l’année en cours (« Bac+0 ») et ceux de l’année précédente (« Bac +1 »). L’admission se fait grâce au concours commun : le candidat classe les Instituts d’études politiques français, Bordeaux, Grenoble, Fontainebleau et Paris mis à part, et son classement détermine l’établissement dans lequel il étudiera.
  - Une procédure spécialisée pour les étudiants désirant rentrer en première année des filières franco-allemande, franco-britannique et franco-espagnole, avec un concours écrit et oral. Contrairement à la procédure générale, l’année d’obtention du bac n’est pas un facteur contraignant. Les concours de ces filières intégrées sont organisés par l’Institut et maintiennent une sélection très stricte (6-7 %)[25],[26]
- Pour les entrées en quatrième année :
  - Une procédure générale, ouverte aux détenteurs de licence, et qui se fait sur concours écrit. Les admissibles sont ensuite invités à un oral[27].
  - Une procédure spécialisée, ou troisième voie d’accès, pour les personnes ayant au moins cinq années d’activité professionnelle valorisante, et sans condition de diplôme.
- Pour les entrées en sixième année :
  - Une procédure d’admission sur dossier au cycle préparatoire aux concours administratifs (« Prep’ENA ») et agrégatifs (« Prep’Agreg »)[28].

Le taux de sélectivité au concours d’entrée en première année est de 8,75 % en 2006, et a chuté depuis à 8 % ou moins,. En 2023, son taux de sélectivité est de 3,2 %.

### Classement et réputation
S’il n’existe pas de classement officiel des Instituts d’études politiques, Sciences Po Lille est chaque année l’un des IEP les plus demandés dans le concours commun, avec Sciences Po Lyon et Sciences Po Strasbourg, dont le plus demandé depuis 2015,, (ex æquo avec l’IEP de Lyon en 2017). Seuls les mieux classés peuvent donc avoir une place. L’école est certaines années la plus sélective des Sciences Po français, avec un taux d’admission de 8 % en 2020, devant Paris et Lyon,, puis de 6 % en 2022, à nouveau devant Paris et Lyon (10 %). En 2023, le taux de sélection au concours en première année est de 5 %, en faisant l'IEP le plus sélectif devant l'IEP de Paris (10 %). L'école est, de tous les Instituts d'études politiques, le troisième dont les admis disposent de la moyenne la plus élevée au baccalauréat (17,4/20), derrière l'IEP de Paris (17,9/20) et celui de Bordeaux (17,6/20). Il s'agit de l'Institut d'études politiques dont le taux de mentions Très bien au baccalauréat est le plus élevé en France (94 %), contre 92 % pour l'IEP de Paris. Le Daily Telegraph la qualifie ainsi en 2022 de « l'une des plus prestigieuses écoles de science politique de France ».
Le classement annuel des salaires moyens de sortie des IEP montre que Lille est deuxième, derrière Paris, avec un salaire moyen oscillant entre 35 000 € et 36 000 € en sortie d’école lilloise depuis 2020, contre un salaire oscillant entre 37 000 € et 38 000 € pour Paris,.
En 2019, Sciences Po Lille est la première formation à l’agrégation de sciences économiques et sociales de France. Depuis 2018, le tiers ou plus des étudiants admis au concours externe provient de la préparation à l’agrégation de l’IEP. En 2022, 14 admis sur 42 postes ouverts sont issus de la classe préparatoire de l'IEP.

## Cursus

### Cursus filière générale
L’allongement des études de quatre ans à cinq ans conduit à la refonte de la formation de Sciences Po Lille, de façon concertée avec les autres IEP de France.
Les deux premières années (120 crédits ECTS), consistent à une formation pluridisciplinaire et généraliste. Les étudiants choisissent, en deuxième année, des enseignements d’exploration qui leur permettront d’orienter leur choix de master : les parcours droit, relations internationales et métiers de l’entreprise sont proposés. Les étudiants sont classés, et leur place dans le classement détermine leur choix de destination lors de la troisième année.
La troisième année (180 crédits ECTS) se déroule à l’étranger, dans une des plus de 235 universités partenaires de Sciences Po Lille, dans cinquante pays différents. Les étudiants peuvent choisir entre faire l’année universitaire complète, ou faire un semestre de stage en entreprise, administration ou association.
Les étudiants de troisième année émettent des vœux d’admission en cycle master.
Le cycle master est conçu dans une optique de professionnalisation progressive. Il doit permettre aux étudiantes et aux étudiants d’intégrer directement le monde professionnel à l’issue de leur formation. Les majeures proposées sont conçues en étroit partenariat avec les milieux professionnels concernés.
Le cycle master se déroule sur deux années (4 semestres). Le cursus se termine par un 4e semestre consacré au stage de fin d’études, d’une durée de 6 mois, en France ou à l’international, en fonction de la majeure choisie (des bourses d’aide à la mobilité sont proposées).
Les étudiantes et les étudiants choisissent parmi 20 formations dont 3 doubles-diplômes avec des institutions partenaires et 2 doubles-masters internationaux. Cinq formations sont proposées en apprentissage en 2e année du cycle master (semestres 3 et 4) : Management des institutions culturelles (MIC), Management responsable des entreprises (MRE), Boire, Manger, Vivre (BMV), Gouvernance des territoires urbains (GTU) et une nouvelle formation "Management des métiers de l'image" en partenariat avec Series Mania (ouverture à la rentrée 2024). Les étudiantes et les étudiants seront amenés à choisir une transverse parmi 6 proposées, leur permettant d'acquérir des compétences complémentaires à celles dispensées dans leur majeure. D’autres formations, parfois gérées en partenariat, sont accessibles directement en 5e année, notamment dans le domaine de la recherche et de l’enseignement.

### Cursus des doubles diplômes
Sciences Po Lille propose quatre filières intégrées qui permettent aux étudiants d’obtenir sur quatre ans (deux années d’étude à Sciences Po Lille, deux années dans l’université partenaire) deux licences. Les trois doubles-diplômes sont franco-allemand, franco-espagnol et franco-italien. La possibilité d'un double diplôme franco-britannique, quant à elle, a été supprimée depuis la rentrée 2024 à la suite du Brexit.
- Filière franco-allemande : 1re et 3e année à Sciences Po Lille, 2e et 4e année à l’université de Münster, 5e année modulable.
- Filière franco-espagnole : 1re et 2e année à Sciences Po Lille, 3e et 4e année à l’université de Salamanque, 5e année modulable.
- Filière franco-italienne : 1re année à Sciences Po Lille, et 2e année à La Sapienza, 3e année à Sciences Po Lille, 4e année à La Sapienza, 5e année à Sciences Po Lille.

L’admission à ces doubles diplômes requiert de passer un oral d’entretien en langue étrangère. Les doubles-diplômes sont tout particulièrement appréciés par les employeurs qui y voient des étudiants curieux ayant fait l’expérience d’une plus grande diversité d’environnements d’études. De plus elles confèrent un intérêt non négligeable à l’international grâce aux deux diplômes. Ceci se traduit par les carrières des anciens diplômés.

### Cursus des doubles masters
Sciences Po Lille propose à ses étudiants des doubles masters. Sélectifs, ceux-ci leur permettent d’obtenir, en deux ans, deux diplômes de master.
- Le double master Sciences Po Lille / École supérieure de journalisme de Lille. Grâce à une convention entre les deux établissements, les étudiants de Sciences Po Lille sont exemptés des épreuves d’admissibilité du concours d’entrée de l’ESJ. Une fois admis, ils étudient en M1 à Sciences Po Lille, et en M2 à l’ESJ.
- Le double master Sciences Po Lille / EDHEC[49]. Après un M1 à l’EDHEC les étudiants effectuent leur M2 à Sciences Po Lille. Le diplôme pourrait être apprécié par les employeurs, lorsque les premiers étudiants seront diplômés, car il permet à l’étudiant de maîtriser des connaissances du public, typiques d’un étudiant d’IEP, ainsi que des connaissances du management dans le privé.
- Le double master Sciences Po Lille / Johns Hopkins University. Ce double-master permet aux étudiants d’étudier en première année à Sciences Po Lille, et de faire leur deuxième année sur le campus européen de l’université américaine, située à Bologne. Les étudiants intègrent le cursus MAIA (Master of Arts in International Affairs) durant leur deuxième année.
- Le double master Sciences Po Lille / La Sapienza. Après une double-licence entre Lille et Rome, les étudiants peuvent passer leur M1 à l’IEP et leur M2 à La Sapienza afin d’obtenir deux masters.
- Le double master Sciences Po Lille / Université de Szeged. Centré sur l’étude de l’Europe centrale et orientale, ce double-master requiert que les étudiants soient dans le master "Carrières européennes et internationales" lors de leur première année de master à Lille.

Les étudiants peuvent, si cela est cohérent avec leur projet professionnel, effectuer leur deuxième année de master dans des universités qui proposent des admissions en M2. À la fin du M2, Sciences Po Lille et l’établissement d’accueil délivrent tous deux leur master.

### Préparation aux concours administratifs et aux agrégations
Les deux agrégations auxquelles Sciences Po Lille préparent sont l’agrégation d’histoire et l’agrégation de sciences économiques et sociales. La préparation à l’agrégation de sciences économiques et sociales est la première de France, Sciences Po Lille fournissant environ le tiers des admis à ce concours chaque année, se hissant au premier rang national. En 2021, 100% des étudiants de Sciences Po Lille qui se sont présentés à l’agrégation ont été admissibles, soit 26 (29% de tous les admissibles).
Sciences Po Lille propose également aussi une année complémentaire de préparation aux concours administratifs. L’année est sélective, et le groupe de prép’ENA est constitué d’une vingtaine d’étudiants. Si le concours préparé est principalement celui de l’École nationale d’administration (ENA), des élèves réussissent chaque année le concours d’administrateur de l’Assemblée nationale, du Sénat, intègrent l’École des hautes études en santé publique (EHESP) pour devenir directeur d’hôpital, et la Banque de France. L’école envoie généralement trois étudiants à l’ENA chaque année ; le taux d’admission est d’environ 15 %. En 2006 et en 2020, un ancien étudiant de Sciences Po Lille était major de l’ENA.
L’école dispose d’une classe préparatoire aux concours de la haute fonction Prépa Talents, labellisée et financée par le ministère de l’Enseignement supérieur.

## Personnalités liées à Sciences Po Lille

### Direction
Les directeurs successifs sont :
- 1990 à 1997 (administrateur provisoire puis premier directeur) : Yves Luchaire[54], professeur de droit public
- 1997 à 2007 : Jean-Louis Thiébault[55], professeur de science politique
- 2007 à 2015 : Pierre Mathiot[56], professeur de science politique
- 2015 à 2019 : Benoît Lengaigne[57], professeur d’économie
- 2019 à 2024 : Pierre Mathiot, professeur de science politique[58]
- 2024 à 2029 : Étienne Peyrat, maître de conférences en histoire contemporaine, premier vice-président de l'Université de Lille (2022-2024)[59]

### Enseignants
La position de Sciences Po Lille, située au carrefour de l’Europe, lui permet d’avoir des enseignants et conférenciers venus de Paris, du Royaume-Uni, de Bruxelles, du Luxembourg et de l’Allemagne, en plus des professeurs invités.
Dans la tradition de Sciences Po, beaucoup d’enseignants sont issus du monde professionnel, dont notamment des hauts-fonctionnaires, des avocats, des conseillers en communication, qui donnent des cours dans leur domaine professionnel. Des 530 intervenants vacataires annuels, 55 % proviennent du secteur public, et 45 % du secteur privé.
- Manuel Alcántara, professeur de science politique[60]
- Astrid von Busekist, théoricienne du politique
- Stéphane Beaud (2020-...), professeur de science politique[61]
- Françoise Benhamou[62], professeur d’économie
- Pascal Boniface (1999-2004), professeur de géopolitique, fondateur du master d’études européennes
- Jean-Michel Blanquer (1996-1998), professeur de droit constitutionnel, puis ministre de l’Éducation nationale
- Loïc Blondiaux (2006-2008), professeur de science politique[63]
- Jean-Vincent Brisset, professeur de relations internationales
- Laurent Cordonnier, professeur d’économie
- Barthélemy Courmont, professeur de géopolitique
- Rémi Dalisson (2008), professeur d’histoire sociale
- Philippe Darriulat, professeur d’histoire
- Olivier Dumoulin (2004-2008), professeur d’histoire
- Gaspard Gantzer (2018-...), professeur de communication politique
- Pierre Gévart, professeur de droit administratif[64]
- Michel Hastings, professeur de science politique et anthropologie politique
- Jeffrey Hawkins, professeur de science politique, ancien ambassadeur des États-Unis en Afrique centrale
- Vincent Hugeux, professeur de journalisme
- Éric Keslassy (2009-2012), professeur de sociologie
- Aurore Lalucq, professeur d’économie internationale
- Michel Lascombe, professeur de droit
- Rémi Lefebvre, professeur de science politique[65]
- Benoît Lengaigne, professeur d’économie
- Yves Luchaire, professeur de droit public
- Anne-Cécile Mailfert (2011-2013), enseignante en géopolitique
- Pierre Mathiot, professeur de science politique et sociologie politique
- Antonio Missiroli, professeur de relations internationales
- Marie-Cécile Naves, professeur de sociologie politique
- Sandrine Rousseau, professeur d’économie et porte-parole nationale d’Europe Écologie Les Verts[66]
- Jean-Michel Stievenard (1993-2005), professeur de sociologie, puis maire de Villeneuve-d’Ascq
- Jean-Louis Thiébault, professeur de science politique
- Alex Türk, professeur de droit public, puis sénateur du Nord
- Aliocha Wald Lasowski, professeur de philosophie politique
- Catherine Wihtol de Wenden, professeur de science politique

#### Professeurs invités
Sont invités des visiting scholars, des professeurs étrangers reconnus, qui font cours pendant une ou plusieurs années.
- Stephen Brooks, professeur de science politique à Dartmouth College
- Roberto Ferrucci, professeur d’italien et traducteur (résidence littéraire)
- Jean-Michel De Waele, professeur de science politique, doyen de la Faculté des sciences sociales et politiques de l’Université libre de Bruxelles.
- Justine Lacroix, politologue, directrice du Centre de théorie politique de l’Université libre de Bruxelles
- Adrian Pabst, politologue à l’Université de Nottingham
- Thomas Saalfeld, politologue à l’Université du Kent et à l’Université Otto-Friedrich de Bamberg
- Manuel Alcántara Sáez, politologue à l’Université de Salamanque[67]

La majorité des professeurs de la préparation aux concours de la haute fonction publique (prép’ENA) sont des anciens élèves de l’ENA.

### Élèves
Les anciens étudiants de Sciences Po Lille comprennent notamment :
- Hervé Berville, Secrétaire d’État à la Mer entre 2022 2024, député de la deuxième circonscription des Côtes-d’Armor de 2017 à 2022
- Gilles Bon-Maury (1997-2000, Affaires publiques), militant associatif et politique français, ancien président d’HES (Homosexualités et Socialisme)
- Nicolas Cadène, rapporteur général de l’Observatoire de la laïcité
- Anne-Laure Cattelot, députée de la douzième circonscription du Nord (21 juin 2017 – 21 juin 2022)
- Lucie Chaumette, journaliste
- Gérald Darmanin (Affaires publiques),ministre de la justice, ancien ministre de l’Intérieur et ancien ministre de l’Action et des Comptes publics, vice-président du conseil régional des Hauts-de-France chargé des transports[68] et maire de Tourcoing (élu en 2014)[69]
- Karima Delli, députée européenne (14 juillet 2009 – 15 juillet 2024)[70]
- Steeven Demora, humoriste
- Arnaud Deslandes, maire de Lille depuis le 21 mars 2025. Il est diplômé en 2007 en ayant écopé d'une année de suspension pour tricherie[71].
- Gilbert Gatore, écrivain rwandais
- Julien Hallard, scénariste
- Nathalie Koenders, ancienne sportive de haut-niveau et femme politique
- Jean-Charles Larsonneur, député de la deuxième circonscription du Finistère (21 juin 2017 – 9 juin 2024)
- Aurélien Le Coq, député de la 1ère circonscription du Nord (depuis le 8 juillet 2024)
- Rémi Lefebvre, politiste français et spécialiste du Parti socialiste
- Frédérique Macarez, maire de Saint-Quentin et présidente de la Communauté d’agglomération du Saint-Quentinois
- Anne-Cécile Mailfert, militante, présidente de Osez le féminisme !
- Mathilde Ollivier, sénatrice
- Fatima Ouassak, autrice et militante
- Valérie Petit, enseignante-chercheuse, députée de la neuvième circonscription du Nord (21 juin 2017 – 21 juin 2022)
- Charlotte Piret, journaliste radio à France Inter
- Barbara Pompili, ministre de la Transition écologique, ancienne députée de la deuxième circonscription de la Somme, ancienne secrétaire d’État chargée de la biodiversité (février 2016 - mai 2017)[72]
- Clotilde Reiss, qui fut emprisonnée en Iran pendant sa scolarité
- Johanna Rolland, maire de Nantes, présidente de Nantes Métropole (élue en mars 2014) et du Pôle métropolitain Nantes - Saint-Nazaire
- Céline Rousseaux, journaliste sportive et présentatrice française
- Noémie Saglio, actrice, réalisatrice et scénariste française
- Marine Tondelier, élue à Hénin-Beaumont, auteure[73] et secrétaire nationale d'Europe Écologie Les Verts (depuis le 10 décembre 2022)
- Marine Turchi, journaliste française
- Laurent Vinatier, chercheur spécialiste de l’espace post-soviétique, arrêté à Moscou le 6 juin 2024[74].
- Frédéric Vion, journaliste français de télévision et écrivain

## Centres de recherche
Sciences Po Lille dirige en co-tutelle le CERAPS, spécialisé en sciences politiques et droit public. En plus de ce laboratoire, il compte cinq laboratoires de recherche adossés à l’université de Lille :
- CERAPS (science politique et droit public)
- CLERSE (économie et sociologie)
- IRHiS (histoire)
- CRDP (droit public)
- CECILLE (langues et civilisation)

Sciences Po Lille est aussi membre du Collegium des Grandes Écoles Publiques de Lille et participait à la Communauté d’universités et d’établissements Lille Nord de France (COMUE) jusqu’à sa dissolution en 2019.

## Vie associative

### Associations étudiantes
Sciences Po Lille se caractérise par une vie associative très dynamique, comptant une quarantaine d’associations dans les domaines de la politique, du débat et de la réflexion politique, de l’écologie, des questions humanitaires, des relations culturelles et inter-universitaires, de monde de l’entreprise et du handicap. L'association nationale de simulation parlementaire le Parlement des Etudiants a été fondé par un ancien étudiant de Sciences Po Lille.
L’école compte aussi une association de démocratisation de l’éloquence, le Bec et la Plume, dont l’équipe de débat parlementaire est championne de France 2022. L’association remporte également le prix Mirabeau, un concours d’éloquence auquel participent les 10 Instituts d’études politiques de France, en 2023.

### Sciences Po Lille Alumni
L’Association des anciens élèves de Sciences Po Lille est une association loi de 1901 qui regroupe tous les élèves diplômés de Sciences Po Lille. Son objectif est de promouvoir un esprit d’entraide et de solidarité parmi les diplômés de Sciences Po Lille, de faciliter la carrière des diplômés de Sciences Po Lille en animant le réseau des anciens élèves, en organisant des conférences et des sessions de networking, à Sciences Po Lille ou ailleurs dans le monde, ainsi que des réunions d’anciens élèves. L’association organise également des sessions d’entraînements aux oraux d’embauche pour les étudiants actuels.

## Bibliothèque
Sciences Po Lille compte dans ses locaux une bibliothèque créée en 1991 et qui portait, jusqu’au déménagement, le nom de François Goguel, juriste et ancien membre du Conseil constitutionnel et de la Fondation nationale des sciences politiques, qui a fait don au centre de documentation d’une grande partie de son fonds personnel. 
En 2022 la bibliothèque de Sciences Po Lille a été désignée "meilleure bibliothèque francophone" par le magazine Livres Hebdo. "Les jurés ont apprécié les animations variées et participative proposées dans ce lieu, ainsi que son réaménagement conçu en intelligence avec les étudiants".

## Dans la culture populaire
Sciences Po Lille est utilisé comme lieu de tournages pour diverses séries et films. L’école est le lieu principal de l’intrigue de la série Stalk. Elle apparaît également dans le documentaire Le 11 Septembre, le nouveau Pearl Harbor.

## Nom de promotions
Chaque année, depuis 1994, la promotion de sortie des étudiants de Sciences Po Lille choisissent un nom pour leur promotion. À partir de 2013, le nom de promotion est désigné dès la deuxième année du cursus à partir de l’année d’entrée au sein de l’établissement. Le cursus classique durant cinq années, la promotion s’étend à cinq années après l’année d’entrée, hors cas spécifiques tels que les doubles diplômes. Les étudiants qui proposent un nom doivent le défendre devant leur promotion dans l’amphithéâtre principal de l’école.
- 1994 : promotion Umberto Eco[82]
- 1995 : promotion Hannah Arendt[82]
- 1996 : promotion Pierre Desproges[82]
- 1997 : promotion Léopold Sédar Senghor[82]
- 1998 : promotion Antoine de Saint-Exupéry[82]
- 1999 : promotion Jean Monnet[82]
- 2000 : promotion Simone Veil[82]
- 2001 : promotion Robert Badinter[82]
- 2002 : promotion Jacques Delors[82]
- 2003 : promotion Václav Havel[82]
- 2004 : promotion Nelson Mandela[82]
- 2005 : promotion Boris Vian[82]
- 2006 : promotion Rosa Parks[82]
- 2007 : promotion Albert Camus[82]
- 2008 : promotion Ernest Hemingway[83]
- 2009 : promotion Aung San Suu Kyi[84]
- 2010 : promotion Amartya Sen[85]
- 2011 : promotion Arthur Rimbaud[86]
- 2012 : promotion George Orwell
- 2008-2013 : promotion Romain Gary
- 2009-2014 : promotion Soldat Inconnu
- 2010-2015 : promotion Jacques Brel
- 2011-2016 : promotion Victor Hugo
- 2012-2017 : promotion Georges Brassens
- 2013-2018 : promotion Charlie Chaplin
- 2014-2019 : promotion Eugène Ionesco
- 2015-2020 : promotion George Sand
- 2016-2021 : promotion Nina Simone
- 2017-2022 : promotion Alan Turing
- 2018-2023 : promotion Denis Mukwege
- 2019-2024 : promotion Gisèle Halimi
- 2020-2025 : promotion Joséphine Baker
- 2021-2026 : promotion Louise Weiss
- 2022-2027 : promotion Mahsa Amini

## Galerie

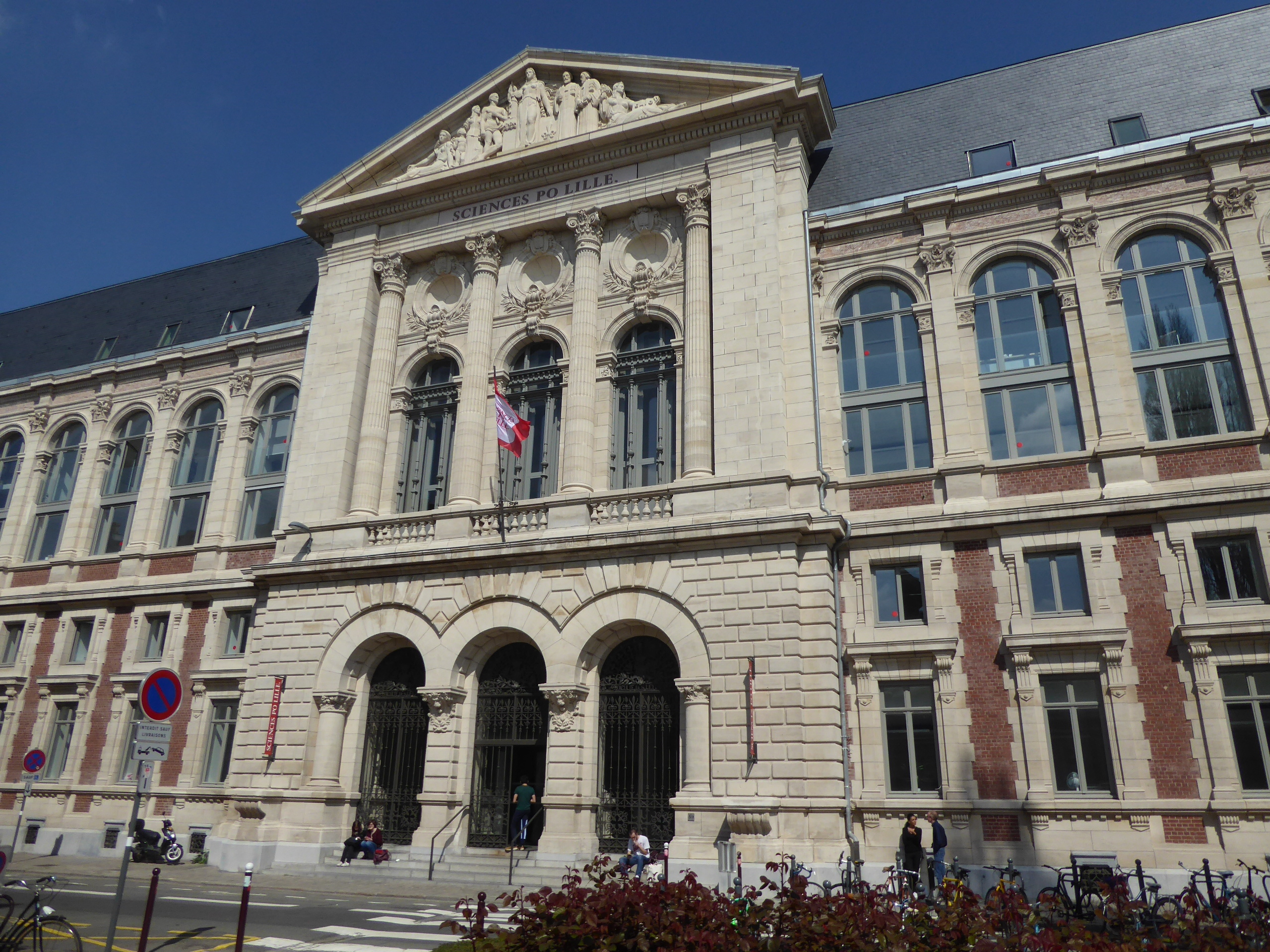
Bâtiment principal de Sciences Po Lille.
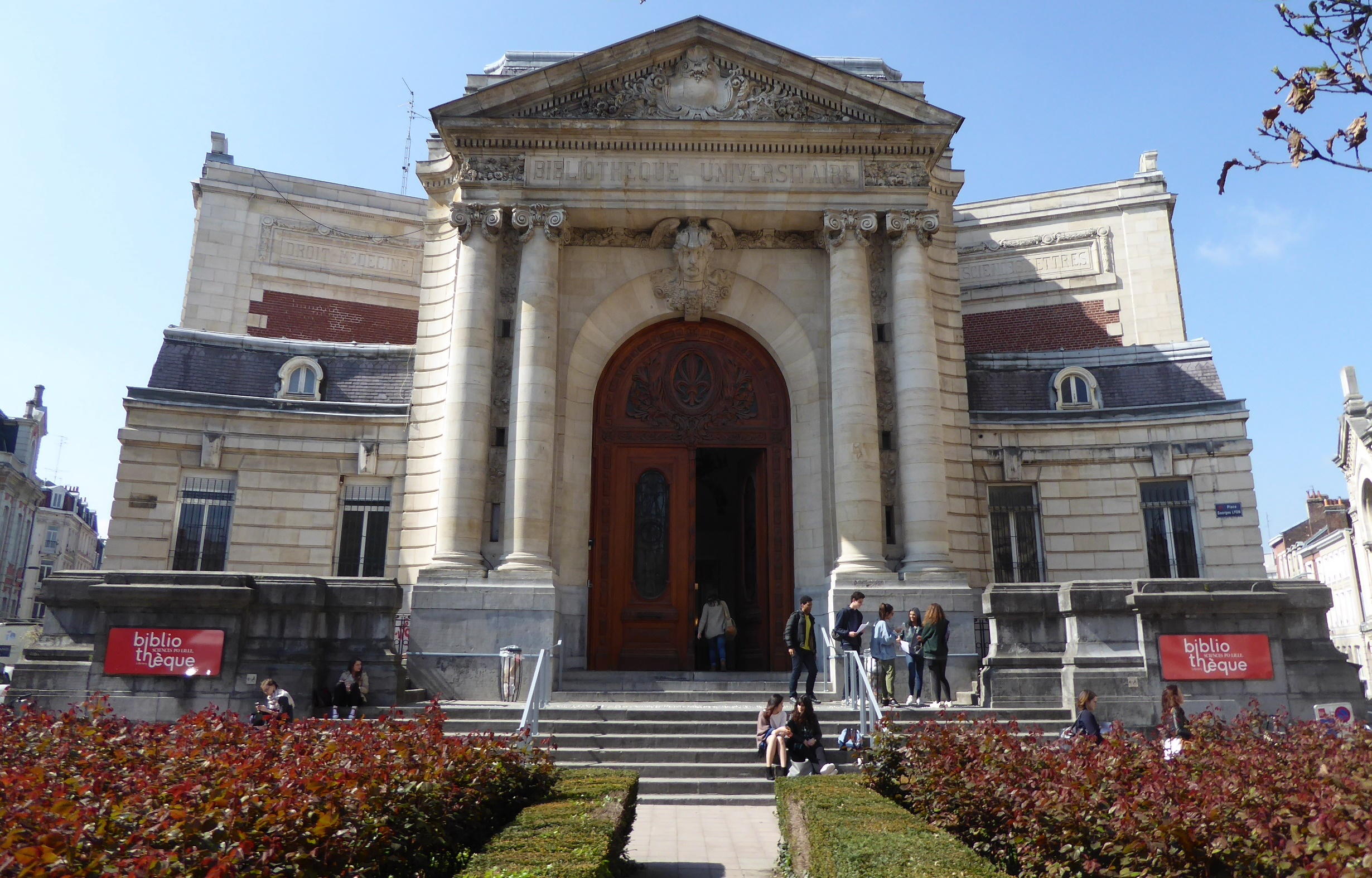
Bibliothèque de Sciences Po, sur la place de l'institut.